# Glorias de Linares
Las glorias de Linares es un dulce mexicano tradicional de Nuevo León basado en el dulce de leche. Es originario de Linares, ciudad en ese estado.

## Descripción
Las glorias de Linares son bolitas que se venden comúnmente envueltas en celofán de rojo. Se prepara con leche de cabra y de vaca quemada, nuez pecana, canela, azúcar y bicarbonato de sodio, todo preparado en cazo de cobre con pala de madera. La leche para las glorias debe ser bronca. Existen diversas preparaciones de este dulce, como encaneladas, rellenas de nuez o higo y revolcadas, con cobertura de nuez.

## Historia
Las glorias de Linares fueron una invención de Natalia Medina Núñez, una cocinera de Linares que en los años 30 buscaba ampliar la Marquetería de Guadalupe, sitio donde vendía marquetas, otro dulce típico neolonés.
Sobre el nombre, existen dos versiones. Una indica que tras probar el nuevo dulce, los clientes de la marquetería dijeron que este «sabía a gloria» en referencia a su buen sabor. Otra señala que Natalia Medina le dio el nombre en honor a una de sus nietas de nombre Gloria. Las glorias de Linares son vendidas como dulces típicos de Nuevo León, por lo que pueden ser encontrados en sitios como dulcerías y lugares turísticos como puestos en carreteras, terminales de autobuses y aeropuertos. Se venden comúnmente envueltas en papel celofán rojo.